# Jan Baptist David
Jan Baptist David (Lier, 25 januari 1801 - Leuven, 24 maart 1866), was een kanunnik en hoogleraar aan de Katholieke Universiteit Leuven. Tevens was hij voorman van de Vlaamse Beweging en voorzitter van de katholieke Vlaamse studentenbond Met Tijd en Vlijt. Het in 1875 gestichte Davidsfonds is naar hem genoemd.

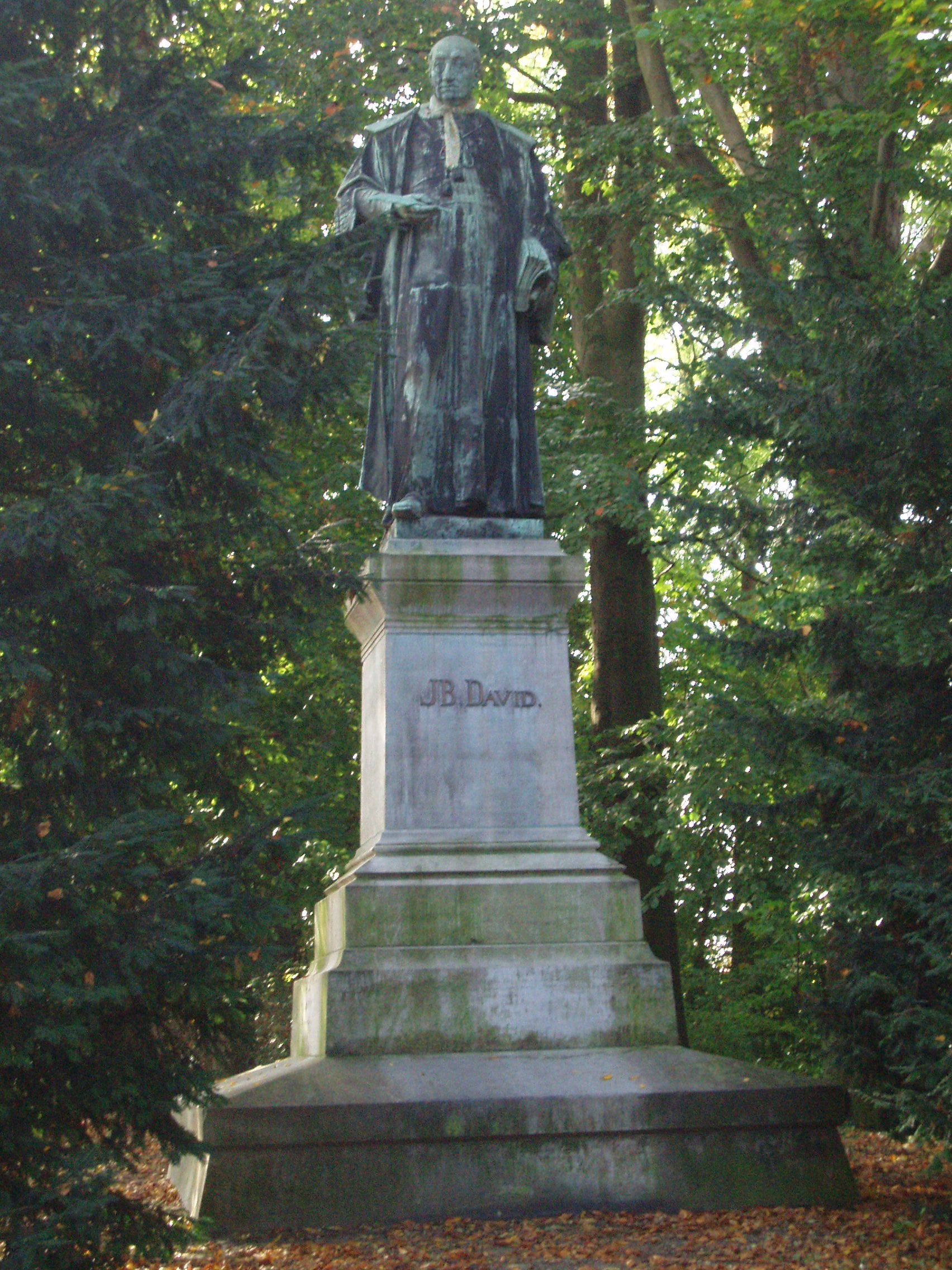
Standbeeld van Kanunnik David aan de stadsvesten te Lier, ontworpen door Frans De Vriendt.

## Jeugdjaren
In zijn jonge jaren werkte David in Antwerpen als apothekersgast. Daar begeesterde Jan Frans Willems hem met de liefde voor zijn moedertaal. Op zijn negentiende trok hij naar het seminarie van Mechelen voor zijn priesteropleiding. In 1823 werd hij tot priester gewijd in Lier en begon hij als leraar aan het Koninklijk Atheneum van Antwerpen. Niet lang daarna werd hij leraar poësis aan het Klein Seminarie van Mechelen, tot dit in 1825 gesloten werd als gevolg van de onderwijspolitiek van koning Willem I. 

## Erudiet Vlaming
Tussen 1831 en 1837 was David directeur van het Pitzemburgcollege in Mechelen. Vanaf 1834 bekleedde hij de leerstoel Taal- en letterkunde en vanaf 1836 de leerstoel Vaderlandse geschiedenis aan de Katholieke Universiteit Leuven. Daar zette hij zich in om de Nederlandse (Vlaamse) letterkunde te bevorderen. Hij bekommerde zich al vroeg om de taal en publiceerde een Nederduytsche spraekkunst (2 delen, 1833-1835). In 1841 en in 1850 werd hij verkozen tot voorzitter van de Taal- en Letterkundige Congressen. In 1856 werd hij benoemd tot lid van de Vlaemsche Grievencommissie; de overige acht leden waren: Lucien Jottrand (de eerste voorzitter), Hendrik Conscience, Ferdinand Snellaert, Frans Rens, Frans Hendrik Mertens, Guillaume de Corswarem, Eugène Stroobant en Michiel van der Voort. 
In 1864 werd hij lid van de Spelling-commissie, die de eenheid van taal voor Vlaanderen en Nederland ambtelijk deed erkennen. Hij werkte mee aan het Groot Woordenboek der Nederlandsche Taal met de Vries en te Winkel. 
Hij publiceerde ook geschiedkundige werken in het Nederlands, onder andere in het tijdschrift De Middelaer, waarvan hij medeoprichter was. Bekendst is zijn omvangrijke De vaderlandsche historie. Hij baseerde zich voornamelijk op al gepubliceerde bronnen omdat archieven in zijn tijd vaak nog ontoegankelijk waren. Zijn geschiedkundige werken zijn naar de tijdsgeest moraliserend en romantisch-nationalistisch.

## Publicaties

### Grammatica en taalkunde
- Nederduitsche spraekkunst, eerste deel, spelling en vormleer, Mechelen, 1833
- Nederduitsche spraekkunst, Woordvoeging en prosodie, Mechelen, 1835
- Nederduitsche spraekkunst voor middelbare scholen, 2 delen, Mechelen, 1839 (2e editie, Leuven, 1858)
- De Middelaer of Bydragen ter bevordering van tael, onderwys en letterkunde, Leuven, 1840-'43

### Tekstuitgaven
- Jacob van Maerlants Rijmbijbel, voorzien van commentaar, 4 delen, 1858-1864
- Werken van Jan van Ruusbroec, 5 delen, 1858-1868
- De Geestenwareld, gedicht van H. Bilderdijk, uitgegeven met inleidingen aenteekeningen, Leuven, 1842
- De Geestenwareld en het waerachtig Goed, Gedicht van Mr. W. Bilderdijk, Uitgegeven met inleiding, analyse en aenteekeningen, Leuven, 1843
- De Ziekte der Geleerden in zes zangen, Gedicht van Mr. W. Bilderdijk, uitgegeven met inleiding en aenteekeningen, Leuven, 1848
- Vier boeken van de navolging Christi van Thomas a Kempis, Mechelen, 1843 (7e editie, Leuven, 1865)
- Dat boec van de twaelf Dogheden. Die Spieghel der ewigher salicheit, Gent, 1858
- Dat boec van VII trappen en den graet van gheestelyke mannen. Dat boec van zeven sloten. Dat boec van den rike der ghelieven. Dat boec van de vier becoringen, Gent, 1861
- Dat boec van den twaelf beghinnen, Gent, 1864

### Geschiedenis
- Historie van het Oud en Nieuw Testament, met frontispice en landkaerten, Mechelen, 1830
- Geschiedenis van St. Albertus van Leuven, bisschop van Luik, 1843
- Geschiedenis van de stad en de heerlijkheid van Mechelen, 1854
- De vaderlandsche historie, 11 delen, 1842-1866

### Taalkundige en literaire teksten
- Eenige regelen over de Vlaemsche tael, Mechelen, 1823
- De Nacht, Klinkdicht, De Wolf op zijn doodsbed, drie gedichten in de Lierschen Almanak, 1825
- Historiën en parabelen van pater Bonaventura, Mechelen, 1828
- Voorlezingen van nederduitsche dichtstukken, Mechelen, 1836
- Voorlezing van nederduitsche prozastukken, Leuven, 1839
- Eenige woorden aen eenen waren Belg, over de tegenwoordige staetsomstandigheden, Leuven, 1841
- Wie zullen wij kiezen? Brief van den boer van d'Eyermerkt van Antwerpen, aen alle boeren van Brabant en Vlaenderen, Antwerpen, 1841
- Een woord van den boer van d'Eyermerkt over den volkstand en den adeldom, Antwerpen, 1841
- Redevoering uitgesproken by de opening van het Taelcongres in de promotiezael van de Gentsche Hoogeschool 23 Oct. 1841, Gent, 1841
- Verslag over den toestand des genootschaps Met Tyd en Vlyt, gedaen in zitting van 23 October 1842, Leuven, 1842
- De Schoolen Letterbode, of bydragen ter bevordering van onderwys, letterkunde en geschiedenis, Sint-Truiden, 1844
- Stamtafel van hunne Kon. Hoogh. den Hertog van Brabant en den Graef van Vlaenderen, Leuven, 1852
- Het Roosje, gedicht, getoonzet door X. van Elewijck, Gent, 1855
- Tael- en letterkundige aenmerkingen, Leuven, 1856
- Van de beelden der heiligen en hunne gewone kenmerken, 3e editie, Brugge, 1857
- Nederlandsche gedichten met taal- en letterkundige aanteekeningen, in naam en op last van het taal- en letterlievend studentengenootschap Met Tijd en Vlijt, uitgegeven door P. Willems, hoogleraar Leuven, Leuven, 1869
- De Vriend der Belgische jeugd, of bloemlezing uit de vaderlandsche historie, Leuven, 1877

## Huldebetoon
Na zijn overlijden werden gedenkstenen geplaatst op het kerkhof van de Parkabdij en aan de pastoriemuur van Wilsele (Leuven). In Lier staat een imposant standbeeld van hem. Jan Baptist David is sinds 1999 de naam van de katholieke scholengemeenschap van Lier, waartoe o.m. behoren: het Sint-Gummaruscollege, het Sint-Ursula-lyceum en het VTI behoren.